# Serripes notabilis
Serripes notabilis är en musselart som först beskrevs av G. B. Sowerby III 1915.  Serripes notabilis ingår i släktet Serripes och familjen hjärtmusslor. Inga underarter finns listade i Catalogue of Life.